# 孔昭浹
孔昭浃，山东邹县人，清朝政治人物。
咸丰十年（1860年）庚申科进士，广东即用知县。相继署饶平、澄海、顺德、番禺知县，颇有政声。升阳江直隶州知州。因病回乡，卒于家。